# Bathypalaemonella pandaloides
Bathypalaemonella pandaloides är en kräftdjursart som först beskrevs av M. J. Rathbun 1906.  Bathypalaemonella pandaloides ingår i släktet Bathypalaemonella och familjen Bathypalaemonellidae. Inga underarter finns listade i Catalogue of Life.